# Pougny (Ain)
Pougny egy település Franciaországban, Ain megyében. Lakosainak száma 792 fő (2022. január 1.). Pougny Challex, Collonges, Farges, Péron, Vulbens és Chancy községekkel határos.

## Népesség
A település népességének változása:
| Lakosok száma | 424  | 543  | 600  | 731  | 815  | 817  | 812  | 807  | 803  | 792  |
|               | 1968 | 1982 | 1990 | 2006 | 2013 | 2015 | 2017 | 2019 | 2020 | 2022 |